# Samuel de Arzeque
Samuel de Arzeque (em armênio: Սամվել Արծկեցի; romaniz.: Samvel Artsketsi) foi um católico de todos os armênios de 516 a 526. Era oriundo da cidade de Arzeque no cantão de Besnúnia na província histórica de Vaspuracânia, Samuel sucedeu em 516 o católico de todos os armênios Apovipcenes. Fiel aos princípios do Primeiro Concílio de Dúbio de 506, foi sucedido no trono catolicossal por Musce em 526.